# Cyphodillidium absoloni
Cyphodillidium absoloni är en kräftdjursart som först beskrevs av Hans Strouhal 1939.  Cyphodillidium absoloni ingår i släktet Cyphodillidium och familjen klotgråsuggor. Inga underarter finns listade i Catalogue of Life.